# Bombardier Canadair Regional Jet
Els Bombardier Canadair Regional Jet o CRJ són un conjunt de dissenys d'avions de passatgers regionals desenvolupats i produïts per Bombardier. El primer model va ser introduït el 1991 i va esdevenir una família d'avions populars en les rutes de curt abast arreu del món. El juny de 2020 el programa va ser comprat per Mitsubishi Heavy Industries i la producció de CRJ va acabar el febrer de 2021.

## Especificacions i variants

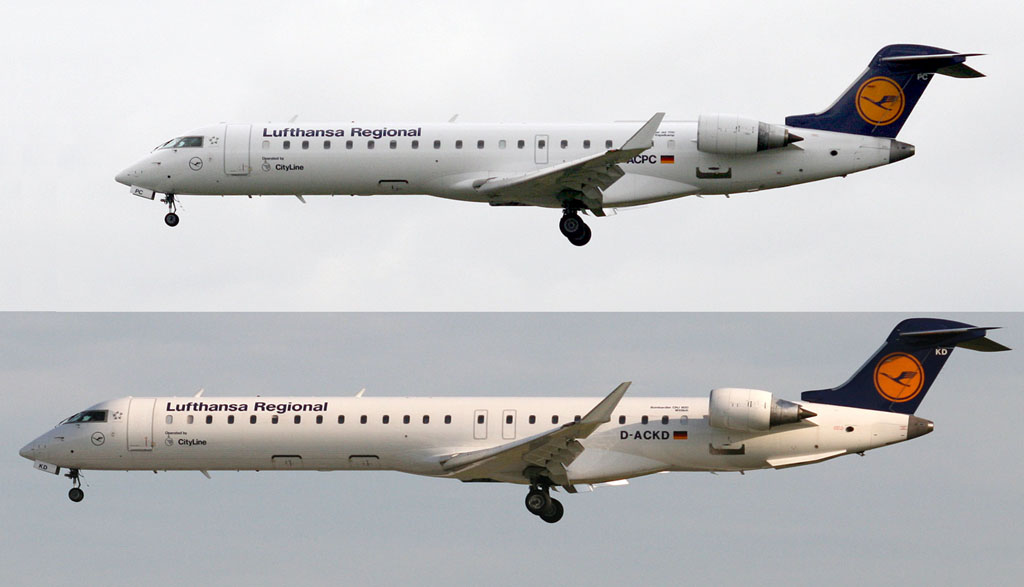
CRJ-700 (a dalt) i CRJ-900 (a baix)

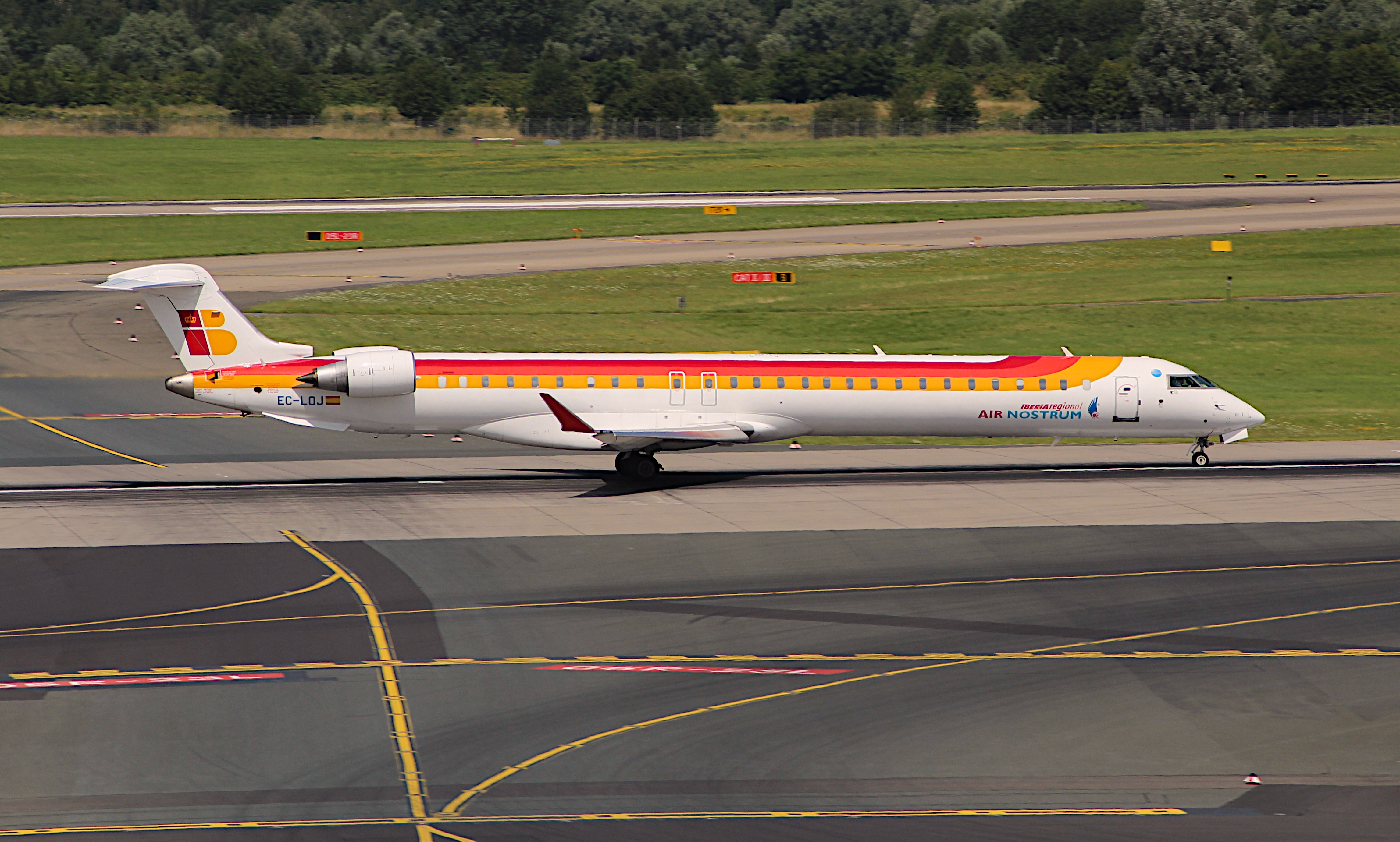
CRJ-1000 d'Air Nostrum

| Variant                                 | CRJ-100/200                          | CRJ-700                       | CRJ-900                       | CRJ-1000                      |
| --------------------------------------- | ------------------------------------ | ----------------------------- | ----------------------------- | ----------------------------- |
| Tripulació                              | Cabina de vol: 2, Cabina: 1-3        | Cabina de vol: 2, Cabina: 1-3 | Cabina de vol: 2, Cabina: 1-3 | Cabina de vol: 2, Cabina: 1-3 |
| Seients                                 | 50                                   | 66–78                         | 81–90                         | 97–104                        |
| Longitud                                | 26,77 m                              | 32,51 m                       | 36,40 m                       | 39,13 m                       |
| Alçada                                  | 6,22 m                               | 7,57 m                        | 7,51 m                        | 7,13 m                        |
| Envergadura alar                        | 21,23 m                              | 23,24 m                       | 24,85 m                       | 26,18 m                       |
| Superfície alar                         | 48,35 m²                             | 70,61 m²                      | 71,07 m²                      | 77,39 m²                      |
| Diàmetre del buc                        | 2,69 m                               | 2,69 m                        | 2,69 m                        | 2,69 m                        |
| Pes màxim a l'enlairament (MTOW)        | 53.000 lb / 24,041 kg (LR)           | 75.000 lb / 34 019 kg         | 84.500 lb / 38 330 kg         | 91.800 lb / 41 640 kg         |
| Càrrega màxima                          | 6.124 kg                             | 8.190 kg                      | 10.247 kg (LR)                | 11.966 kg                     |
| Combustible màxim                       | 6.489 kg                             | 8.888 kg                      | 8.888 kg                      | 8.822 kg                      |
| Motors (x 2)                            | GE CF34-3A1/3B1                      | GE CF34-8C5B1                 | GE CF34-8C5                   | GE CF34-8C5A1                 |
| Empenyiment a l'enlariament (x 2)       | 38,83 kN                             | 61,34 kN                      | 64,54 kN                      | 64,54 kN                      |
| Velocitat de creuer                     | M0,74-0,81 / 785-860 km/h            | M0,78-0,825 / 829-876 km/h    | M0,78-0,825 / 829-876 km/h    | M0,78-0,825 / 829-876 km/h    |
| Abast                                   | 1.650-1.700 NM / 3.056-3.148 km (LR) | 1.400 NM / 2.593 km           | 1.550 NM / 2.871 km           | 1.650 NM / 3.056 km           |
| Sostre de vol                           | 12.497 m (41.000 peus)               | 12.497 m (41.000 peus)        | 12.497 m (41.000 peus)        | 12.497 m (41.000 peus)        |
| Distància d'enlairament (MTOW, SL, ISA) | LR: 6,290 ft / 1,920 m (LR)          | 5 265 ft / 1.605 m            | 5 820 ft / 1.770 m            | 6 670 ft / 2.030 m            |
| Distància d'aterratge (MLW, SL)         | 1.480 m                              | 1.540 m                       | 1.630 m                       | 1.750 m                       |
| Tipus segons l'ICAO                     | CRJ1 / CRJ2                          | CRJ7                          | CRJ9                          | CRJX                          |